# ناحیه ابوت، شهرستان پاتر، پنسیلوانیا
ناحیه ابوت، شهرستان پاتر، پنسیلوانیا (به انگلیسی: Abbott Township, Potter County, Pennsylvania) در ایالات متحده آمریکا با جمعیت ۲۲۶ نفر است که در پنسیلوانیا واقع شده‌است.